# Umber nyelv
Az umber nyelv az indoeurópai nyelvcsalád itáliai ágán az oszk–umber csoportba tartozó, kihalt ókori nyelv, amelyet Itália középső területein, a még ma is Umbriának nevezett vidéken beszéltek az umberek. Legközelebbi rokona az oszk nyelv volt. Az oszkokhoz hasonlóan saját ábécét használtak, amely etruszk közvetítéssel a görögből származik.

## Jellemzői
A ránk maradt írásos emlékek alapján az umber nyelv az oszkhoz hasonló sajátosságokkal rendelkezett, amelyekkel a két nyelv együttesen állt szemben a latinnal. Így hangtanilag az indoeurópai [kw]-nak itt is [p] felel meg: pisi (latin quis) „ki?”; az indoeurópai [bh] és [dh] hangoknak helyett pedig [f] található: tefe (latin tibi) „neked”. A latinnal szemben az umber a kettőshangzók leegyszerűsítésére törekedett (ugyanez a latinban jóval később, már a vulgáris változatokban jelent csak meg): például pre (oszk prai, latin prae) „előtt”. Jellemző volt a szóközi mássalhangzók redukciója is, például osatu (< opesatu, latin megfelelője az operari) „csinálj”.
A nyelvtani rendszer lényegében hasonló a latinéhoz és a többi itáliai nyelvéhez. Az igeragozásban itt is megtalálható a cselekvő és a szenvedő alakok szembenállása, mint a latinban: heri „akar” (a szóvégi -t lekopott, mint az újlatin nyelvekben) és herter „kell”.
A szókincs tekintetében több esetben nem a latinnal, hanem a göröggel (és más indoeurópai nyelvekkel) mutat közös vonásokat: például a latin aqua-nak az umberben utur felel meg (vö. görög hydor) „víz”, a latin ignisnek pir (vö. görög pyr) „tűz”.